# 邢讓
邢讓，字遜之。湖广襄陵人。明朝官員，同進士出身。

## 生平
邢讓少年中鄉試，入國子監。為李時勉所器重。明英宗正統十三年（1448年），中進士，改庶吉士，授翰林院檢討。明景帝景泰元年（1450年），李實自瓦剌歸來，請求再次派遣使者迎接英宗，景帝不許，邢讓上書懇請。英宗復辟後的天順末年，父喪丁憂歸去。之后啟用修《英宗實錄》，進翰林院修撰。憲宗成化二年，升國子監祭酒，在任期間以師道自任，修《辟雍通志》，督諸生誦小學及諸經文。成化五年，升禮部右侍郎。兩年后，因國子監用會饌錢之事，被追究為死罪，用錢贖罪減刑至降為平民。